# Beringen-Mijn
Beringen-Mijn is een woonkern in Koersel, een deelgemeente van de stad Beringen in de Belgische provincie Limburg. Beringen-Mijn is ontstaan rond de steenkoolmijn van Beringen en telt tegenwoordig ongeveer 7000 inwoners.

## Geschiedenis
Op de plaats waar de mijngebouwen zich bevinden lag vroeger het Koerselse gehucht Kleine Heide. In 1906 werd concessie verleend voor de winning van steenkool, waartoe in 1907 de Société anonyme Charbonnages de Beeringen werd opgericht en met de bouw van de mijnschachten werd begonnen. Aldus ontstond de Steenkoolmijn van Beringen, waar in de hoogtijdagen ruim 6000 mensen werkten. Al deze mensen moesten wonen, waartoe, vanaf 1908, woningcomplexen werden opgetrokken en een fabrieksnederzetting (cité) ontstond. Om mensen te trekken moesten relatief goede voorzieningen worden geboden. De mijn voorzag daarin, zodat de gehele nederzetting vrijwel zelfvoorzienend was. De bewoners waren volledig afhankelijk van de mijn; als men het werk verloor moest men verhuizen. Het laatste gebouw dat door de mijn werd opgericht was een kliniek, die in 1958 werd geopend en nu een rust- en verzorgingstehuis is.
De mijn sloot in 1989. De enorme gebouwen en de terrils bleven bestaan en kregen deels een museale en culturele functie: Het Vlaams Mijnmuseum is er gevestigd.
Beringen-Mijn had een spoorwegstation, Beringen-Mijn. Dit werd voor passagiers gesloten in 1986 en voor goederen in 1992.

## Bezienswaardigheden
- Vlaams Mijnmuseum op de voormalige mijnterreinen. Het grootste en belangrijkste industrieel erfgoed van Vlaanderen en tevens de grootste bewaarde mijnsite in Europa
- De kolenwasserij, een unieke mijninstallatie, waarvan er in West-Europa nog maar enkele bestaan.
- Mijnterril Beringen. Steenkool die boven gehaald werd, moest door "wassing" gescheiden worden van stenen. Zo ontstond de steenberg of mijnterril. Na de sluiting van de mijnen werd de mijnterril bezaaid en werden er wandelwegen aangelegd. Op de top is er een panorama over de gehele mijncité en de terrils van de andere mijngemeenten. Naast deze terril is er nog een andere mijnterril, namelijk "de Avonturenberg".
- De Sint-Theodarduskerk te Beringen-Mijn, de zogenaamde mijnkathedraal. De kerk is tussen 1939 en 1943 opgetrokken in neobyzantijnse stijl. De donkere galerijen voor de ingang staan symbool voor de ondergrondse mijninfrastructuur.
- De mijncité Beringen-Mijn. Rondom de mijn ontstond een volledig dorp met woonwijken, winkels, sportvelden, een cultureel centrum en een wandelpark. Een rondleiding kan met een toeristisch treintje gebeuren. De mijnsite is in de jaren 2010 gerenoveerd en heeft als be-MINE recreatieve functies gekregen.
- Het Park van de Directeur. In 1912 werd voor de toenmalige mijndirecteur een villa ("kasteeltje") ontworpen. Dit "kasteeltje" stond te midden Franse en Engelse tuinen, op een oppervlakte van 5 ha. Begin 2000 gebeurde er een grondige face-lift: het park werd gerenoveerd en opnieuw aangeplant waarna het werd opengesteld voor het publiek.
- De Fatih-moskee, een van de grootste moskeeën in België. Er is mogelijkheid tot rondleiding met informatie over de islam en met de daarbijhorende architectuur van de moskee.

## Galerij

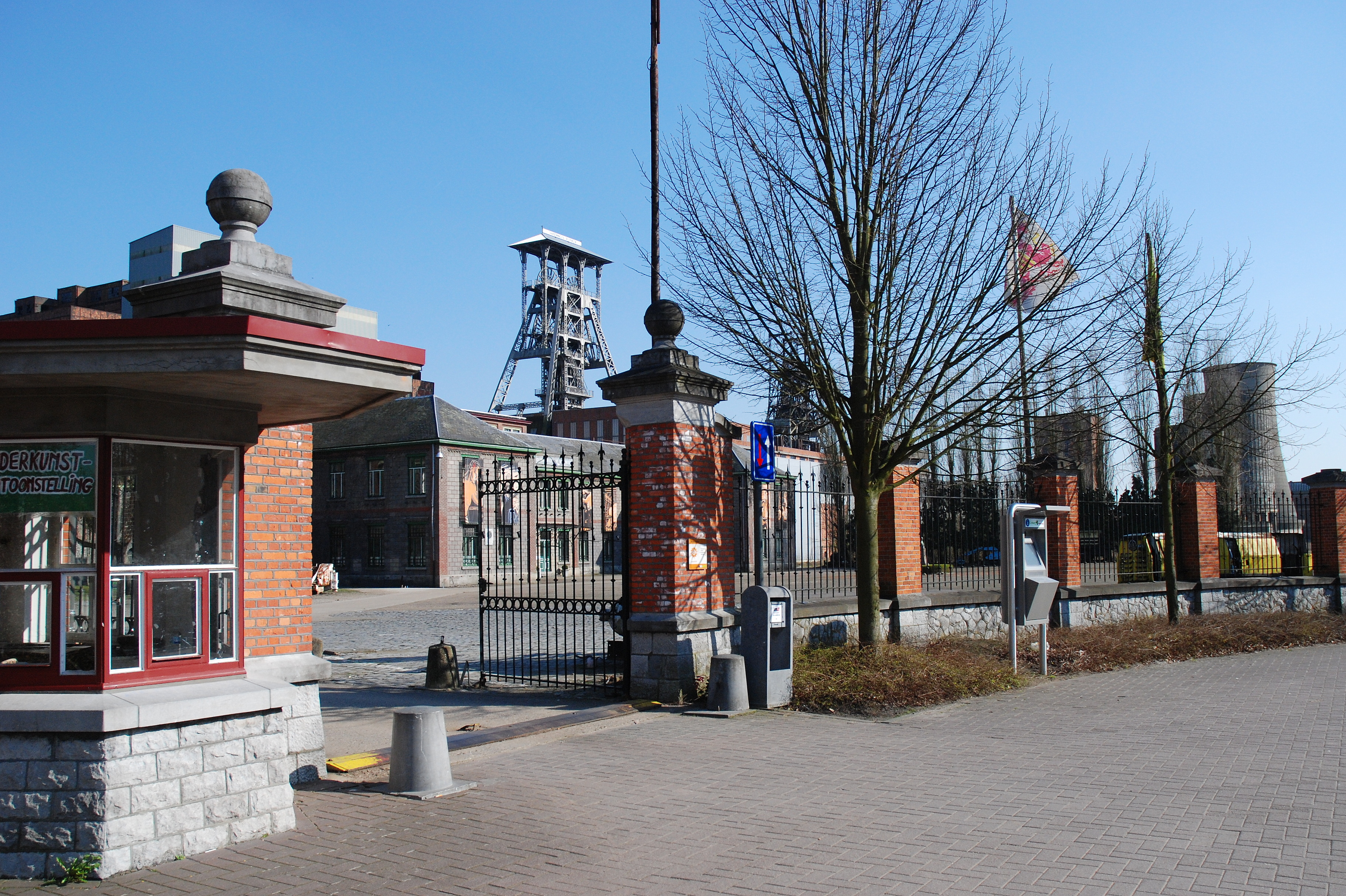
Steenkoolmijn
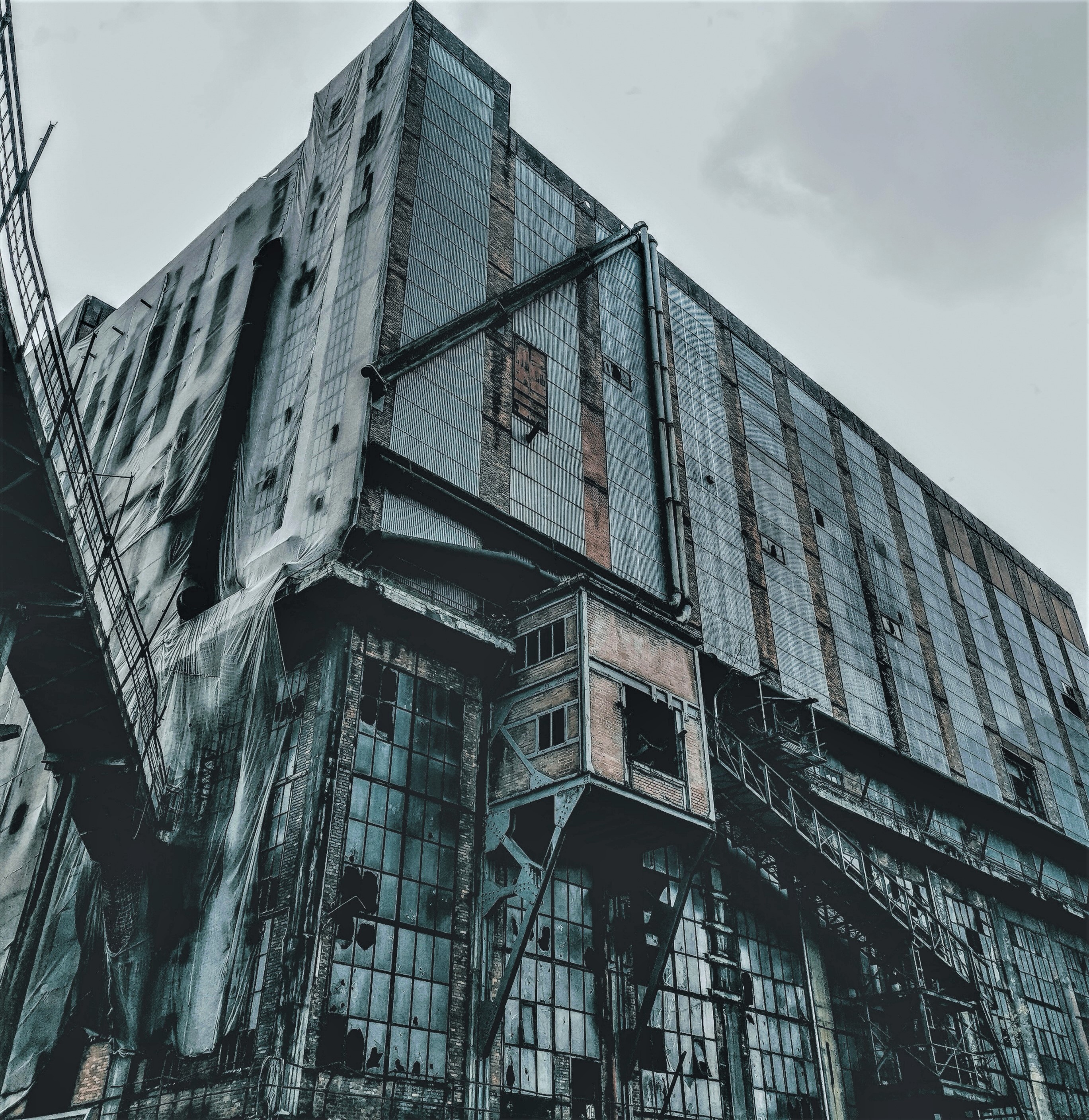
Kolenwasserij
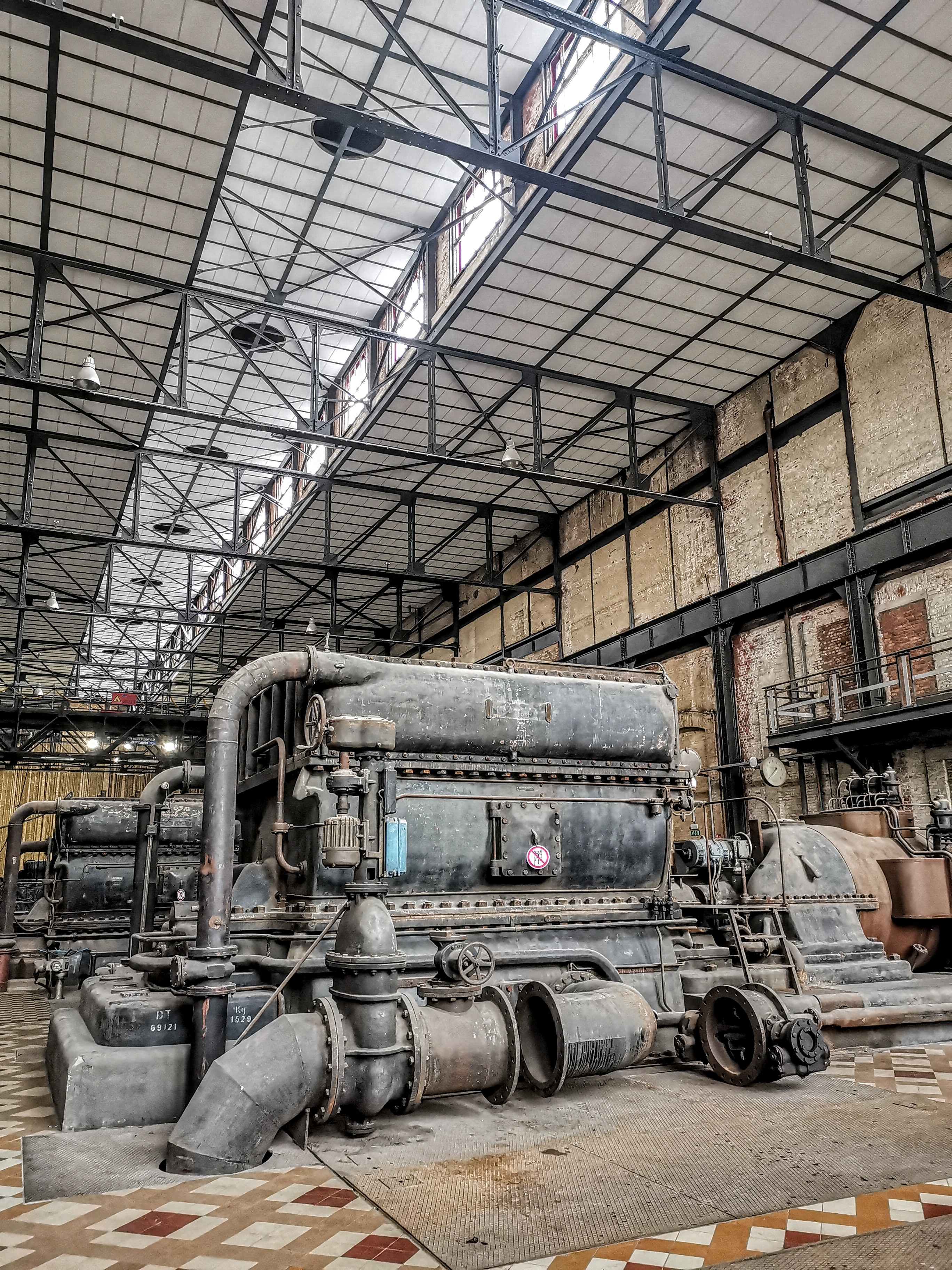
Compressoren
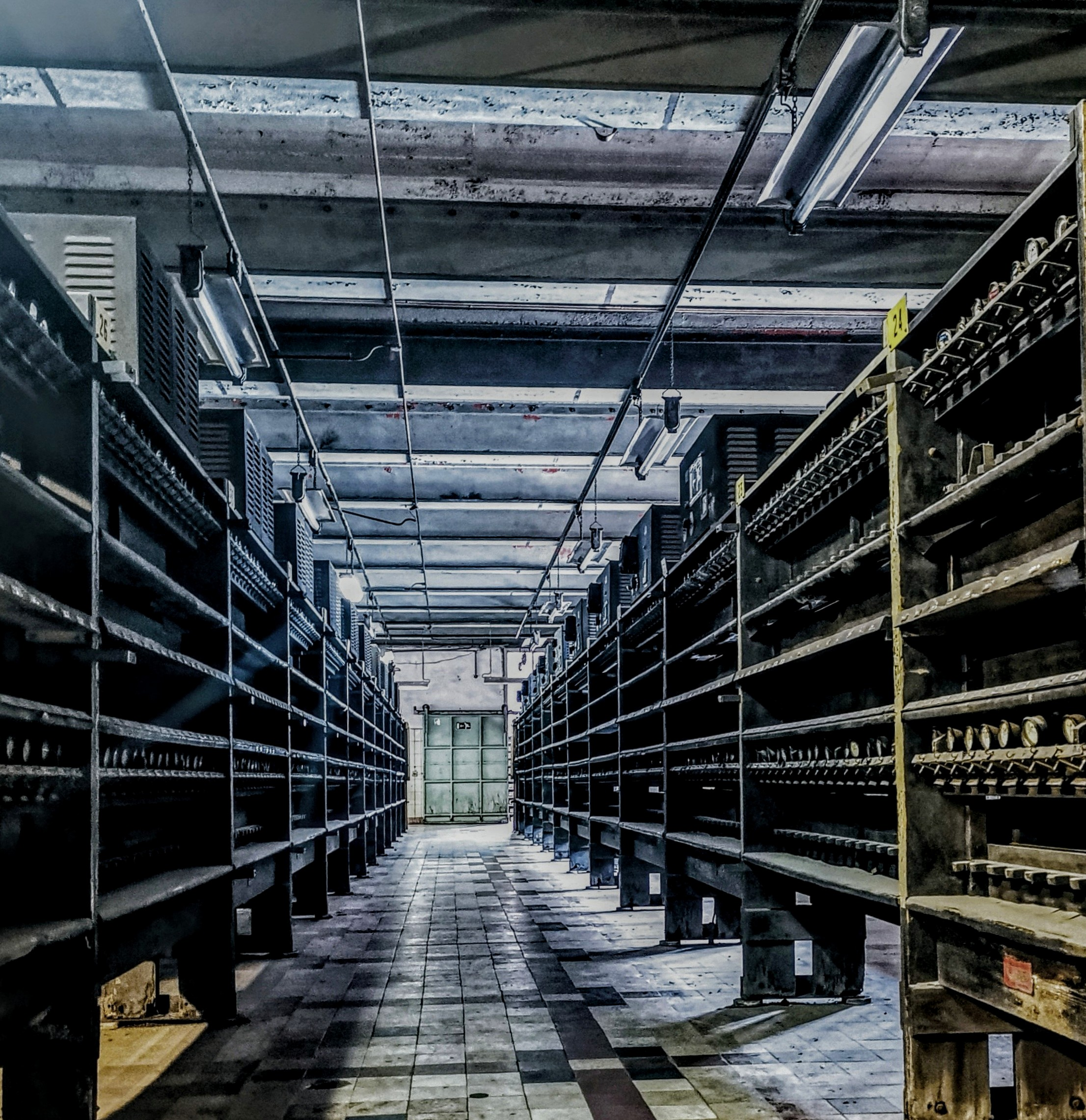
Lampenzaal

## Natuur en landschap
Het landschap is uiteraard getekend door de steenkoolmijnen, en opvallend zijn de drie terrils. De Mijnterril Beringen (terril no 2) is deels ingezaaid en deels begroeid met bos. Deze is toegankelijk voor het publiek en heeft de status van natuurreservaat. Ten noorden van Beringen-Mijn stroomt de Kleine Beek in zuidwestelijke richting.

## Nabijgelegen kernen
Beringen, Beverlo, Paal, Koersel Centrum
Deelgemeenten: Beringen · Beverlo · Koersel · Paal

Overige kernen: Beringen-Mijn · Brelaar-Heide · Korspel · Stal · Tervant

Belgische gemeenten · Arrondissement Hasselt · Limburg · Vlaanderen